# (53) Calipso
|  | No s'ha de confondre amb Calipso (satèl·lit). |

Kalypso és l'asteroide núm. 53 de la sèrie, descobert a Dusseldorf por en Karl Theodor Robert Luther (1802-66), el 4 d'abril del 1858. És un asteroide llarg i molt fosc del cinturó principal. S'anomenà Kalypso per Calipso, una nimfa marina de la mitologia grega.

## Altres dades de l'asteroide Kalypso
- Moviment mitjà diürn: 838'
- Distància mitjana al Sol: 2617 dies
- Inclinació de l'òrbita: 5º7'
- Equinocci: 1880